# ミヒャエル・ラプジルバー
- ミヒャエル・ラブジルバー
- ミヒャエル・ラープジルバー

ミヒャエル・ラプジルバー（Michael Rabsilber, 1953年9月8日 - 2013年1月30日）は、ドイツのテノール歌手。
ザクセン＝アンハルト州シュタースフルトの生まれ。父親はマグデブルク劇場のトロンボーン奏者であった。ライプツィヒ大学に進学して物理学を学んだが、途中でライプツィヒ音楽院に転学してエヴァ・フライシャーに声楽を学んだ。音楽院在学中からハレの歌劇場による、オットー・ニコライの《ウィンザーの陽気な女房たち》の上演にフェントン役として出演し、1980年に同歌劇場でルドルフ・ヴァーグナー＝レゲニーの《カレーの市民》に出演してプロフェッショナルとしてデビューを果たした。1983年から1996年までベルリン・コーミッシェ・オーパーに所属。また歌手活動の傍らで作曲活動も行った。
ベルリンにて死去。

## 注
1. ↑  アーカイブ 2019年10月29日 - ウェイバックマシン
2. ↑  アーカイブ 2019年4月14日 - ウェイバックマシン

| スタブアイコン | サブスタブ | この項目は、まだ閲覧者の調べものの参照としては役立たない、人物に関連した書きかけの項目です。この項目を加筆・訂正などしてくださる協力者を求めています（P:人物伝/PJ:人物伝）。 |